# CZW World Heavyweight Championship
El CZW World Heavyweight Championship (Campeonato Mundial de Pesos Pesados de CZW) es un campeonato mundial  de la promoción de lucha libre profesional de Filadelfia, la Combat Zone Wrestling. Fue creado el 27 de marzo de 1999 y su campeón inaugural fue Nick Gage quien derrotó en un Battle Royal 19 hombres. El campeón actual es Eran Ashe, quien se encuentra en su primer reinado.

## Historia
Fue establecido en 1999 en el segundo show de CZW, The Staple Gun, con Nick Gage ganando una batalla real.
El término "World" (mundial) en el nombre del título hace referencia al hecho de que el título ha sido defendido (y ha cambiado de manos) en muchas ocasiones fuera de Estados Unidos, incluyendo en México, Inglaterra, Irlanda, Italia y Japón. Sin embargo, Pro Wrestling Illustrated aún no lo ha reconocido como un campeonato mundial oficial. 
A pesar de la distinción "heavyweight" (Pesos Pesados), no tiene un límite de peso real, como lo de muestran los reinados de luchadores ligeros como Super Dragon y Ruckus.

## Campeón actual
El campeón actual es Rich Swann, quien se encuentra en su primer reinado. Swann lo ganó al derrotar a Fred Yehi por el campeonato vacante el 20 de mayo de 2023 en el evento Best of the Best.

## Lista de campeones
| Luchador:              | Días como campeón: | Fecha:                   | Show o Evento:                                         | Notas :                                              |
| ---------------------- | ------------------ | ------------------------ | ------------------------------------------------------ | ---------------------------------------------------- |
| Nick Gage              | 56                 | 27 de marzo de 1999      | The Staple Gun                                         | Fue una Batalla real                                 |
| John Zandig            | 28                 | 22 de mayo de 1999       | May Madness                                            | Derrotó a Nick Gage , John Kronus y a Justice Pain   |
| Nick Gage (2)          | 91                 | 19 de junio de 1999      | Down in Flames                                         |                                                      |
| Wifebeater             | 91                 | 18 de septiembre de 1999 | September Slam                                         |                                                      |
| John Zandig (2)        | 245                | 20 de noviembre de 1999  | The War Begins                                         |                                                      |
| Lobo                   | 49                 | 22 de julio de 2000      | No Rules, No Limits                                    | Derrotó a John Zandig y a Justice Pain               |
| Justice Pain           | 172                | 9 de septiembre de 2000  | Cage of Death II...After Dark                          |                                                      |
| Nick Berk              | 0                  | 28 de febrero de 2001    | Destruction in Dover                                   |                                                      |
| Yoshihiro Tajiri       | 0                  | 28 de febrero de 2001    | Destruction in Dover                                   |                                                      |
| John Zandig (3)        | 46                 | 28 de febrero de 2001    | Destruction in Dover                                   |                                                      |
| Wifebeater (2)         | 27                 | 15 de abril de 2001      | Birmingham, Inglaterra                                 |                                                      |
| John Zandig (4)        | 34                 | 12 de mayo de 2001       | Stretched in Smyrna                                    |                                                      |
| Wifebeater (3)         | 22                 | 14 de junio de 2001      | Aguascalientes, México                                 |                                                      |
| Justice Pain (2)       | 308                | 7 de julio de 2001       | A New Beginning                                        |                                                      |
| The Messiah            | 208                | 11 de mayo de 2002       | High Stakes                                            |                                                      |
| Justice Pain (3)       | 3                  | 8 de junio de 2002       | Best of the Best II                                    | Derrotó a The Messiah y a John Zandig                |
| John Zandig (5)        | <1                 | 15 de junio de 2002      | Irish Whip Wrestling                                   |                                                      |
| Justice Pain (4)       | 182                | 15 de junio de 2002      | Irish Whip Wrestling                                   |                                                      |
| The Messiah (2)        | 315                | 14 de diciembre de 2002  | Cage of Death 4                                        |                                                      |
| John Zandig (6)        | 133                | 25 de octubre de 2003    | Shockwave                                              |                                                      |
| The Messiah (3)        | 336                | 6 de marzo de 2004       | Overdrive                                              |                                                      |
| Ruckus                 | 336                | 5 de febrero de 2005.    | Only the Strong: Scarred 4 Life                        |                                                      |
| Super Dragon           | 63                 | 10 de diciembre de 2005  | Cage of Death VII: Living in Sin                       |                                                      |
| Ruckus (2)             | 91                 | 11 de febrero de 2006    | Seven Years Strong: Settling the Score                 | Derrotó a Super Dragon y a Kevin Steen               |
| Chris Hero             | 119                | 13 de mayo de 2006       | Best of the Best VI: CZW vs. ROH                       |                                                      |
| Eddie Kingston         | 91                 | 9 de septiembre de 2006  | Down with the Sickness 4-Ever: A Tribute to Chris Ca$h |                                                      |
| Justice Pain (5)       | 217                | 9 de diciembre de 2006   | Cage of Death VIII                                     | Derrotó a eddie Kingston y a Chris Hero              |
| Ruckus (3)             | 147                | 14 de julio de 2007      | Best of the Best VII                                   |                                                      |
| Nick Gage (3)          | 217                | 8 de diciembre de 2007   | Cage of Death IX                                       | Derrotó a Ruckus y a The Messiah                     |
| Drake Younger          | 567                | 12 de julio de 2008      | Tangled Web                                            |                                                      |
| B-Boy                  | 14                 | 31 de enero de 2010      | High Stakes                                            |                                                      |
| Jon Moxley             | 175                | 13 de febrero de 2010    | CZW 11º Anniversary                                    |                                                      |
| Nick Gage (4)          | 7                  | 7 de agosto de 2010      | Souther Violence                                       | Derrotó a Jon Moxley y a Drake Younger               |
| Jon Moxley (2)         | 182                | 14 de agosto de 2010     | Tangled Web 3                                          | Derrotó a Nick Gage y a Egoístico Fantástico         |
| Robert Anthony         | 56                 | 12 de febrero de 2011    | CZW 12th Anniversary Show                              |                                                      |
| Devon Moore            | 301                | 9 de abril de 2011       | Best of the Best X                                     |                                                      |
| Scotty Vortekz         | 35                 | 4 de febrero de 2012     | CZW Super Saturday                                     | Derrotó a Devon Moore y a DJ Hyde                    |
| Masada                 | 518                | 30 de marzo de 2012      | Aerial Assault                                         | Derrotó a Scotty Vortekz,Devon Moore y a DJ Hyde     |
| Drew Gulak             | 273                | 10 de agosto de 2013     | Tangled Web 6                                          |                                                      |
| Biff Busick            | 161                | 10 de mayo de 2014       | Proving Grounds                                        |                                                      |
| Sozio                  | 56                 | 18 de octubre de 2014    | Tangled Web 7                                          |                                                      |
| BLK JEEZ               | 238                | 13 de diciembre de 2014  | Cage of Death 16                                       | Derrotó a Sozio , Biff Busick y a Drew Gulak         |
| Matt Tremont           | 399                | 8 de agosto de 2015      | Retribution                                            |                                                      |
| Jonathan Gresham       | 91                 | 10 de septiembre de 2016 | Down with the sickness                                 | Derrotó a Matt Tremont , Greg Excellent y a Joe Gacy |
| Joe Gacy               | 154                | 19 de diciembre de 2016  | Cage of Death                                          |                                                      |
| Lio Rush               | 13                 | 13 de mayo de 2017       | Czw Sacrifices                                         |                                                      |
| Davey Richards         | 43                 | 26 de mayo de 2017       | DEFY City of Swerve                                    |                                                      |
| Shane Strickland       | 126                | 8 de julio de 2017       | Evilution                                              |                                                      |
| Joe Gacy (2)           | 0                  | 11 de noviembre de 2017  | Night of infamy                                        |                                                      |
| Ricky Shane Page       | 154                | 11 de noviembre de 2017  | Night of infamy                                        |                                                      |
| Maxwell Jacob Friedman | 254                | 14 de abril de 2018      | Best of the Best 2018                                  |                                                      |
| Vacante                |                    | 25 de noviembre de 2018  |                                                        | Debido a una lesión de rodilla                       |
| Mance Warner           | 125                | 9 de diciembre de 2018   | Cage Of Death XX                                       | Derrotó a Ricky Shane Page en un Cage of Death match |
| Anthony Greene         | 1                  | 13 de abril de 2019      | Best of the Best 18                                    | Derrotó a Mancer Warner, Anthony Gangone y B-Boy     |
| David Starr            | 1                  | 13 de abril de 2019      | Best of the Best 18                                    |                                                      |
| John Silver            | 153                | 13 de abril de 2019      | Best of the Best 18                                    |                                                      |
| Joe Gacy (3)           | 353                | 13 de septiembre de 2019 | Down with the Sickness 2019                            | Derrotó a John Silver y Conor Claxton                |
| vacante                | -                  | 22 de agosto de 2020     | -                                                      | Joe Gacy despojado del título por fichar por WWE.    |
| Rich Swann             | 351                | 20 de mayo de 2023       | Best of the Best                                       | Derrotó a Fred Yehi en el final de un torneo.        |
| Eran Ashe              | 444+               | 5 de mayo de 2024        | CZW Limelight 25                                       |                                                      |

### Total de días con el título
| + | Indica al campeón actual |

| N.º | Campeón                | Reinados | Total de días |
| --- | ---------------------- | -------- | ------------- |
| 1   | Justice Pain           | 5        | 882           |
| 2   | The Messiah            | 3        | 859           |
| 3   | Ruckus                 | 3        | 574           |
| 4   | Drake Younger          | 1        | 567           |
| 5   | Masada                 | 1        | 518           |
| 6   | Joe Gacy               | 3        | 507           |
| 7   | John Zandig            | 6        | 486           |
| 8   | Matt Tremont           | 1        | 399           |
| 9   | Nick Gage              | 4        | 371           |
| 10  | Jon Moxley             | 2        | 357           |
| 11  | Rich Swann             | 1        | 351           |
| 12  | Devon Moore            | 1        | 301           |
| 13  | Drew Gulak             | 1        | 273           |
| 14  | Maxwell Jacob Friedman | 1        | 254           |
| 15  | BLK JEEZ               | 1        | 238           |
| 16  | Eran Ashe              | 1        | 444+          |
| 17  | Biff Busick            | 1        | 161           |
| 18  | Ricky Shane Page       | 1        | 154           |
| 19  | John Silver            | 1        | 153           |
| 20  | Whifebeater            | 3        | 140           |
| 21  | Shane Strickland       | 1        | 126           |
| 22  | Mance Warner           | 1        | 125           |
| 23  | Chris Hero             | 1        | 119           |
| 24  | Eddie Kingston         | 1        | 91            |
| 24  | Jonathan Gresham       | 1        | 91            |
| 26  | Super Dragon           | 1        | 63            |
| 27  | Robert Anthony         | 1        | 56            |
| 27  | Sozio                  | 1        | 56            |
| 28  | Lobo                   | 1        | 49            |
| 29  | Davey Richards         | 1        | 43            |
| 30  | Scotty Vortekz         | 1        | 35            |
| 31  | B-Boy                  | 1        | 14            |
| 32  | Anthony Greene         | 1        | 1             |
| 32  | David Starr            | 1        | 1             |
| 34  | Nick Berk              | 1        | <1            |
| 34  | Yoshihiro Tajiri       | 1        | <1            |

## Mayor cantidad de reinados
- 6 veces: John Zandig.
- 5 veces: Justice Pain.
- 3 veces: Ruckus, The Messiah, Wifebeater y Joe Gacy.
- 2 veces: Jon Moxley